# 園田乃彩
園田 乃彩（そのだ のあ、2004年 <平成16年> 3月27日 - ）は、日本のファッションモデル、タレント、TikToker。大阪府出身。Churros所属。ABEMA「恋する♥週末ホームステイ」にてデビュー。

## 経歴
和泉市立北池田中学校卒業。2020年4月1日、Churrosに所属。
同年6月、ABEMA人気番組恋する♥週末ホームステイに出演を果たす。
2021年11月、恋ステ総選挙～推し女子編～で一位を獲得。

## 人物
- 趣味は料理、ダンス、美容。
- 9歳の頃から料理教室に通う。
- 甘くて可愛らしい声でファンを虜にしている。

## 出演

### Web
- 恋する♥週末ホームステイ2020春[2]（2020年3月3日 - 2020年6月9日、ABEMA）
- PreTV（2021年5月29日、YouTube）
- 恋する♡週末ホームステイ2021春[3] (2021年4月13日 - 2021年6月22日、ABEMA)
- 恋ステ総選挙～推し女子編～ 1位（2021年11月15日、ABEMA）
- ベネッセ「みんなの自習室」（2022年2月9日、YouTube）
- オルガン坂生徒会 レギュラーメンバー（2022年5月 - 2022年10月、DHCテレビ）
- ZOZOTOWN CM（2022年10月25日、ABEMA）
- LAST TEEN2 supported by ZOZOTOWN[4]（2022年11月29日 - 2022年12月20日、ABEMA）

### TV
- ワシんとこ・ポスト（2022年8月、BSよしもと）

### モデル
- &rere（2020年 - ）
- SEASON（2020年 - ）

### イベント
- KANSAI COLLECTION（京セラドーム大阪）
  - 2021 S/S（2021年3月7日）・A/W（2021年9月5日）
  - 2022 S/S（2022年3月5日）
- Rakuten GirlsAward
  - 2022年 A/W（2022年10月8日）
- KOBE COLLECTION
  - 2021（2021年6月19日）
  - 2022 S/S（2022年3月26日）・A/W （2022年9月24日）
- TGCteen
  - 2022（2022年11月13日）
- オフ会 初開催
- VENUS FES（2022年9月27日）